# 칭호
칭호(稱號) 또는 호칭 (呼称)은 주로 나라, 종교, 기업, 학교 외에 여러 곳에서 어떠한 사람에 대해 지위를 호명하는 것을 말한다.

## 개요

### 나라
군주국인 경우 황제, 국왕, 천왕, 천황 등. 공화국인 경우 대통령, 국가주석, 총독, 총리(수상) 등.

### 종교
불교(법사), 천주교(교황), 기독교(목사), 이슬람(칼리프) 등.

### 기업 (회사)
조선때에 대방, 도방 (경영), 대행수, 행수 등. 현재에는 직위(職位)는 직책 및 직무에 따른 사회적 지위로 부르며 회장 (경영), 사장, 대표, 이사 등의 호칭이 있다.

### 학교 (교육)
장관, 교육감, 교장, 교감, 교사, 학생, 원생 등.

## 같이 보기
- 국호
- 별명